# Medjerda
Medjerda (arabiska: واد مجردا) (under antiken Bagrada) är Tunisiens längsta flod, omkring 450 km lång. Den kommer från Algeriet och mynnar ut i Medelhavet, omkring 35 km norr om Tunis. Längs Medjerda ligger ett fruktbart jordbruksområde med risodling.